# نهال سعفان
نهال سعفان (مواليد 10 سبتمبر 1996) هي لاعبة سباحة إيقاعية مصرية، مثّلت مصر في أولمبياد ريو دي جانيرو 2016 وطوكيو 2020. شقيقتها التوأم هي ندى سعفان السبّاحة أيضًا.

## المشاركة الأولمبية
| مصر (EGY)  | مصر (EGY) | مصر (EGY) | مصر (EGY)     | مصر (EGY)     | مصر (EGY)               | مصر (EGY)               | مصر (EGY)               | مصر (EGY)              | مصر (EGY)              | مصر (EGY)              |
| الدورة     | الفريق | الحدث     | الروتين الفني | الروتين الفني | الروتين الحر (التمهيدي) | الروتين الحر (التمهيدي) | الروتين الحر (التمهيدي) | الروتين الحر (النهائي) | الروتين الحر (النهائي) | الروتين الحر (النهائي) |
| الدورة     | الفريق | الحدث     | النقاط        | الترتيب       | النقاط                  | المجموع (فني + حر)      | الترتيب                 | النقاط                 | المجموع (فني + حر)     | الترتيب                |
| ---------- | --- | --------- | ------------- | ------------- | ----------------------- | ----------------------- | ----------------------- | ---------------------- | ---------------------- | ---------------------- |
| ريو 2016   | ناريمان علي ليلى عبد المعز سامية أحمد نور الأيوبي جومانا المغربي دارا حسنين سلمى نجم الدين ندى سعفان نهال سعفان | فرق       | 76.9838       | 7             | ل. ي.                   | ل. ي.                   | ل. ي.                   | 78.5667                | 155.5505               | 7                      |
| طوكيو 2020 | مريم المغربي شهد سامر هناء هيكل ليلى علي نورا نبيل عزمي فريدة رضوان نهال سعفان جيداء شرف                        | فِرق       | 77.9147       | 8             | ل. ي.                   | ل. ي.                   | ل. ي.                   | 80.0000                | 157.9147               | 8                      |

## روابط خارجية
- نهال سعفان على موقع الاتحاد الدولي للسباحة (الإنجليزية)
- نهال سعفان على موقع اللجنة الأولمبية الدولية (الإنجليزية)
- نهال سعفان على موقع أوليمبيديا (الإنجليزية)